# Gunungsari (Sukaratu)
Gunungsari is een bestuurslaag in het regentschap Tasikmalaya van de provincie West-Java, Indonesië. Gunungsari telt 9021 inwoners (volkstelling 2010).